# Mamá Cora
Mamá Cora (Ana María de los Dolores Buscaroli de Musicardi) es un personaje de ficción creado por el laureado autor uruguayo de origen rumano Jacobo Langsner y popularizado gracias a su aparición en la obra de teatro Esperando la carroza y a la interpretación del personaje realizada por Antonio Gasalla para la adaptación homónima al cine en 1985; ambas versiones tienen a Mamá Cora como figura central de la tragicomedia en que se desarrolla el argumento.

## El personaje
Mamá Cora es una anciana de 78 años, viuda, madre de cuatro hijos: Antonio, Jorge, Sergio y Emilia. Vive en el barrio de Versalles en Buenos Aires con su hijo Jorge y su nuera Susana, a quienes provoca varias incomodidades. Consciente de esto, decide dejarlos solos por un tiempo y desaparece, creyendo todos que se había suicidado arrojándose a las vías de un tren.
Cuando, luego de unas horas, reaparece en su supuesto velorio, algunos parecen alegrarse y otros la ignoran por completo, como han hecho durante tanto tiempo.

## Adaptación cinematográfica
En 1985 se estrenó la adaptación cinematográfica de la obra teatral Esperando la carroza, la cual fue dirigida por Alejandro Doria basada sobre un guion escrito por el propio Doria, con el asesoramiento del autor de la obra, el uruguayo Jacobo Langsner. En esta adaptación, Mamá Cora es interpretada por el actor Antonio Gasalla y a la hora de hacer referencia a su nombre real, es referida por sus hijos Sergio y Antonio como Ana María de los Dolores Buscarolli de Musicardi. El cambio del nombre original del personaje (en la obra teatral se llama Ana María Jiménez) fue parte de la adaptación realizada por Doria al guion original de Langsner.

## Otras apariciones
Uno de los tantos personajes creados por Antonio Gasalla es el de "La Abuela", que a pesar de su parecido con "Mamá Cora" (y de que ambos personajes, en respectivas ficciones, sean referidos de ese modo), son dos personajes distintos. Sin embargo, el actor utiliza los mismos zapatos que utilizó  al filmar la película.
En dicha secuencia figura Roberto Carnaghi interpretando el papel de Felipe, sobrino de Mamá Cora, y que en el guion original es su alcohólico sobrino político (interpretado por Enrique Pinti).
- Datos: Q5990965